# Eurasianet

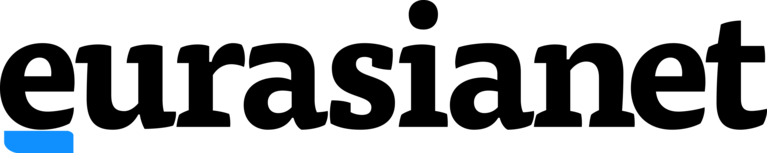
Eurasianet

Eurasianet - це вебсайт, який надає новини, інформацію та аналіз, зосереджені на країнах Центральної Азії, Кавказького регіону, Росії та Південно-Західної Азії .   Раніше діяв у рамках Проекту «Центральна Євразія» Фундації Відкритого Суспільства, але у 2016 році Eurasianet відділився, щоб стати незалежною інформаційною організацією.   Зараз сайт розміщений на базі Інституту Гарімана Колумбійського університету .  
Eurasianet отримав нагороди EPpy Awards як вебсайт, присвячений Киргизькій революції (2007), а також як найкращий новинний вебсайт з відвідуваністю 250 000 користувачів на місяць (2011).  

## Зовнішні посилання
- Eurasianet.org [Архівовано 18 травня 2019 у Wayback Machine.]